# مهاما (اورگن)
مهاما (به انگلیسی: Mehama) یک منطقهٔ مسکونی در ایالات متحده آمریکا است که در شهرستان ماریون، اورگن واقع شده‌است. مهاما ۱٫۳ کیلومتر مربع مساحت و ۲۸۳ نفر جمعیت دارد و ۱۹۳ متر بالاتر از سطح دریا واقع شده‌است.